# Castillonuevo
Castillonuevo – gmina w Hiszpanii, w Nawarze, o powierzchni 26,34 km². W 2011 roku gmina liczyła 16 mieszkańców.